# Kosijersko Selo
Kosijersko Selo je naselje na Hrvaškem, ki upravno spada pod občino Barilović Karlovške županije.

## Demografija
| Pregled števila prebivalcev po letih | Pregled števila prebivalcev po letih | Pregled števila prebivalcev po letih | Pregled števila prebivalcev po letih | Pregled števila prebivalcev po letih | Pregled števila prebivalcev po letih | Pregled števila prebivalcev po letih | Pregled števila prebivalcev po letih | Pregled števila prebivalcev po letih | Pregled števila prebivalcev po letih | Pregled števila prebivalcev po letih | Pregled števila prebivalcev po letih | Pregled števila prebivalcev po letih | Pregled števila prebivalcev po letih | Pregled števila prebivalcev po letih |
| ------------------------------------ | ------------------------------------ | ------------------------------------ | ------------------------------------ | ------------------------------------ | ------------------------------------ | ------------------------------------ | ------------------------------------ | ------------------------------------ | ------------------------------------ | ------------------------------------ | ------------------------------------ | ------------------------------------ | ------------------------------------ | ------------------------------------ |
| 1857                                 | 1869                                 | 1880                                 | 1890                                 | 1900                                 | 1910                                 | 1921                                 | 1931                                 | 1948                                 | 1953                                 | 1961                                 | 1971                                 | 1981                                 | 1991                                 | 2001                                 |
| 114                                  | 155                                  | 135                                  | 168                                  | 219                                  | 203                                  | 223                                  | 238                                  | 199                                  | 213                                  | 189                                  | 173                                  | 169                                  | 128                                  | 33                                   |